# Kiss Ilona (színművész)
Kiss Ilona (Kisiklód, Románia, 1924. február 18. – ?, 2004. július 26.) színésznő.

## Élete
1939-ben kezdte pályáját a kolozsvári Állami Magyar Színházban. 1941-től a Kolozsvári Nemzeti Színház tagja volt, majd Miskolcon és Kassán játszott. 1945-ben a Szabad Színház tagja lett, és szerepelt a Nemzeti Színházban valamint a Szegedi Nemzeti Színházban is. 1949-ben szerződtette a Fővárosi Operettszínház, ezt követően számos operettben és zenés darabban aratott sikert az ötvenes-hatvanas években. 1965-ben A Szabó családban is játszott.

## Filmjei
- Az első – 1944
- Teljes gőzzel – 1951

## Színpadi szerepeiből
- Szelistyei asszonyok – 1951.10.19.
- Orfeusz – 1952.02.29.
- Három tavasz – 1958.12.19.
- Lysistraté – 1959.02.06.
- Boccaccio – 1961.01.20.
- Banditák – 1962.03.02.
- Luxemburg grófja – 1963.04.13.

## Külső hivatkozások
- Képek: , , ,

, , , , , , , 